# Josef Egele
Josef Egele (* 15. September 1896 in Vandans; † 2. Juli 1961 in Bludenz) war ein österreichischer Politiker (VdU) sowie Land- und Gastwirt. Er war von 1949 bis 1954 Abgeordneter zum Vorarlberger Landtag.

## Ausbildung und Beruf
Egele besuchte die Volksschule in Vandans und arbeitete bis 1915 in der elterlichen Landwirtschaft mit. Er diente ab dem 15. April 1915 im Ersten Weltkrieg und geriet in italienische Kriegsgefangenschaft, aus der er im August 1919 zurückkehrte. Er übernahm die elterliche Landwirtschaft und absolvierte von 1924 bis 1926 die Landwirtschaftliche Fachschule in Mehrerau, musste jedoch 1928 den landwirtschaftlichen Betrieb seiner Eltern bedingt durch seine Kriegsverletzung im März 1928 aufgeben. Er war danach von 1928 bis 1930 Angestellter der Vorarlberger Bauernkammer und arbeitete danach von 1930 bis 1934 als Lehrer an der Landwirtschaftlichen Fachschule Mehrerau. Danach war er von 1934 bis 1939 Angestellter der Konsumgenossenschaft in Innsbruck und von 1939 bis 1946 Angestellter der Landesbauernschaft in Innsbruck. Zuletzt war er von 1946 bis 1957 als Land- und Gastwirt auf dem elterlichen Bauernhof tätig, wobei er den elterlichen Betrieb 1957 auflösen musste.

## Politik und Funktionen
Egele war von 1924 bis 1934 Mitglied der Gemeindevertretung und des Gemeinderates von Vandans und gehörte der Gemeindevertretung sowie dem Gemeinderat von Vandans auch nach dem Zweiten Weltkrieg zwischen 1950 und 1955 an. Er vertrat als Abgeordneter des Wahlbezirkes Bludenz den Verband der Unabhängigen zwischen dem 25. Oktober 1949 und dem 28. Oktober 1954 im Vorarlberger Landtag und war Mitglied im Landwirtschaftlichen Ausschuss. Er war Mitbegründer der Raiffeisenkasse Vandans sowie dessen Vorstandsmitglied, Mitbegründer der Molkereigenossenschaft Vandans sowie Mitbegründer des Viehzuchtvereins Vandans. Er war als Obmann der Alpinteressengemeinschaft Lünersee aktiv, wirkte als Obmann des Montafoner Bauernbundes und engagierte sich als Vorstandsmitglied des Verbandes landwirtschaftlicher Genossenschaften und der Alma in Bregenz. Zudem war er Obmann des Absolventenvereins der Landwirtschaftlichen Fachschule Mehrerau und Mitglied des Bezirksschulrates in Bludenz.

## Privates
Egele wurde als Sohn des Landwirts Anton Egele (1861–1903) und dessen Gattin Maria Rosina Egele, geborene Ganahl (1857–1921) geboren, wobei seine beiden Elternteile aus Vandans stammten. Er heiratete am 19. November 1936 Franziska Zeh (1894–1949) und wurde Vater einer Tochter, die 1937 geboren wurde. Nach dem frühen Tod seiner Frau heiratete Egele am 17. Juli 1950 Anna Jehle, die ihm zwischen 1951 und 1953 drei Söhne schenkte.

## Auszeichnungen
- Eisernes Verdienstkreuz am Bande
- Silberne Tapferkeitsmedaille II. Klasse
- Karl-Truppenkreuz
- Ehrenmitglied des Harmoniemusikvereins Vandans